# Olympische Winterspiele 2018/Teilnehmer (Island)
| Gelbes Symbol für Goldmedaillen mit stilisierten Olympischen Ringen | Graues Symbol für Silbermedaillen mit stilisierten Olympischen Ringen | Braundes Symbol für Bronzemedaillen mit stilisierten Olympischen Ringen |
| ------------------------------------------------------------------- | --------------------------------------------------------------------- | ----------------------------------------------------------------------- |
| —                                                                   | —                                                                     | —                                                                       |

Bei den Olympischen Winterspielen 2018 nahm Island mit fünf Athleten in zwei Disziplinen teil. Fahnenträgerin bei der Eröffnungsfeier war Freydís Halla Einarsdóttir.

## Teilnehmer nach Sportarten

### Ski Alpin
| Athleten                   | Wettbewerbe  | 1. Lauf     | 2. Lauf       | Gesamt        | Gesamt        |
| Athleten                   | Wettbewerbe  | Zeit        | Zeit          | Zeit          | Rang          |
| -------------------------- | ------------ | ----------- | ------------- | ------------- | ------------- |
| Frauen                     |              |             |               |               |               |
| Freydís Halla Einarsdóttir | Riesenslalom | 1:20,02 min | DNF           | ausgeschieden | ausgeschieden |
| Freydís Halla Einarsdóttir | Slalom       | 56,49 s     | 56,66 s       | 1:53,15 min   | 41            |
| Männer                     |              |             |               |               |               |
| Sturla Snær Snorrason      | Riesenslalom | DNF         | ausgeschieden | ausgeschieden | ausgeschieden |
| Sturla Snær Snorrason      | Slalom       | DNS         | DNS           | DNS           | DNS           |

### Skilanglauf
| Athleten               | Wettbewerbe     | Qualifikation | Qualifikation | Viertelfinale | Viertelfinale | Halbfinale    | Halbfinale    | Finale        | Finale        | Rang |
| Athleten               | Wettbewerbe     | Zeit          | Rang          | Zeit          | Rang          | Zeit          | Rang          | Zeit          | Rang          | Rang |
| ---------------------- | --------------- | ------------- | ------------- | ------------- | ------------- | ------------- | ------------- | ------------- | ------------- | ---- |
| Männer                 |                 |               |               |               |               |               |               |               |               |      |
| Snorri Einarsson       | 15 km Freistil  | −             | −             | −             | −             | −             | −             | 37:05,6 min   | 56            | 56   |
| Snorri Einarsson       | 30 km Skiathlon | −             | −             | −             | −             | −             | −             | 1:23:33,9 h   | 56            | 56   |
| Snorri Einarsson       | 50 km klassisch | −             | −             | −             | −             | −             | −             | DNF           | DNF           | DNF  |
| Isak Stianson Pedersen | Sprint          | 3:24,57 min   | 55            | ausgeschieden | ausgeschieden | ausgeschieden | ausgeschieden | ausgeschieden | ausgeschieden | 55   |
| Frauen                 |                 |               |               |               |               |               |               |               |               |      |
| Elsa Guðrún Jónsdóttir | 10 km Freistil  | −             | −             | −             | −             | −             | −             | 31:12,8 min   | 78            | 78   |